# Kafana

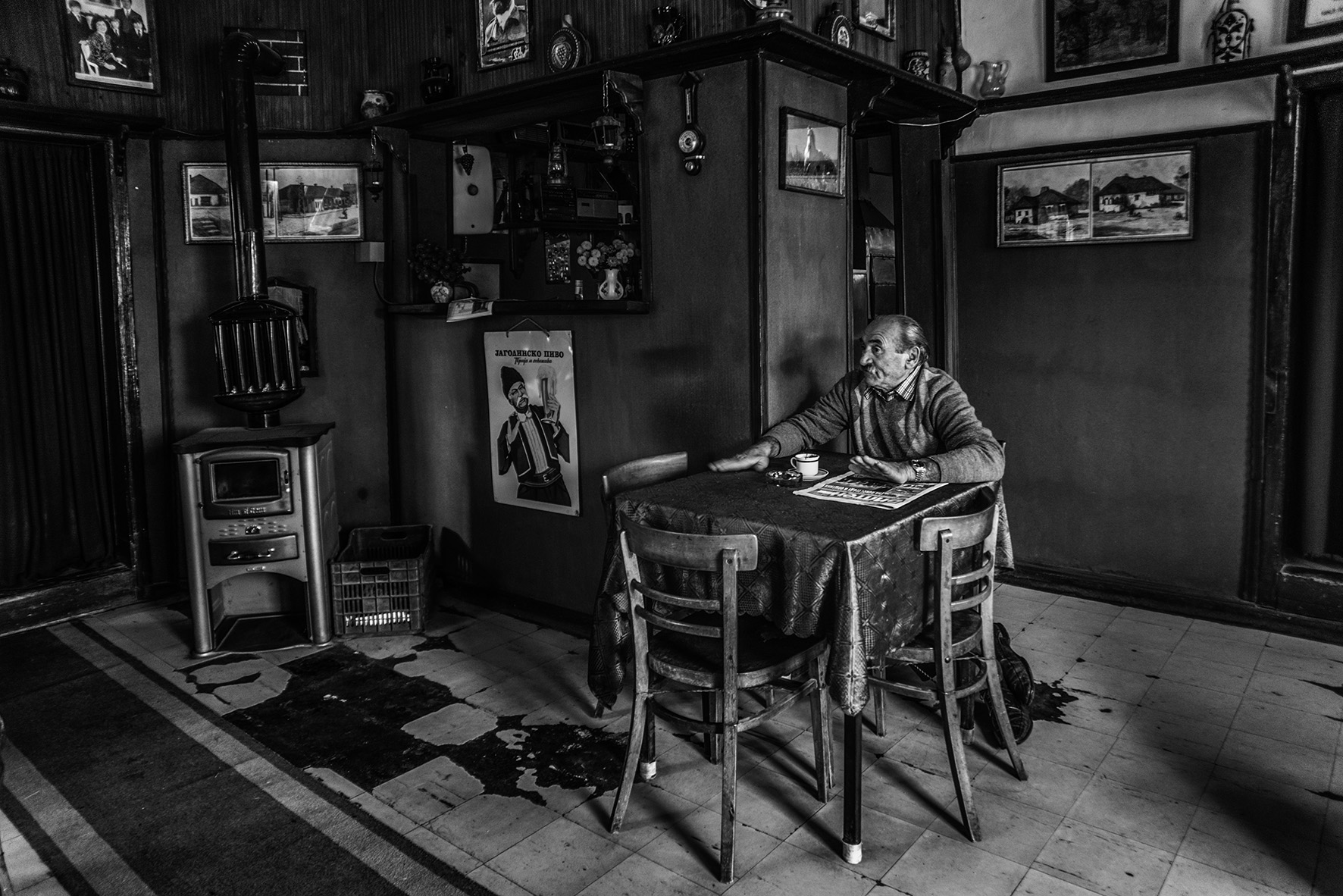
Tradycyjny wygląd wnętrza kafany

Kafana – rodzaj lokalnego bistro (lub tawerny), powszechny w krajach byłej Jugosławii i w Albanii, w którym podaje się przede wszystkim napoje alkoholowe i kawę, a także często lekkie przekąski (meze) i inne potrawy. W wielu kafanach odbywają się występy muzyczne na żywo.
Koncepcja miejsca spotkań towarzyskich dla mężczyzn, w którym piją oni napoje alkoholowe i kawę, wywodzi się z Imperium Osmańskiego i rozprzestrzeniła się w Europie Południowo-Wschodniej w okresie panowania osmańskiego, ewoluując następnie w kierunku współczesnej kafany.